# Drachenbrücke (Ljubljana)
Die Drachenbrücke  (slowenisch Zmajski most) ist eine der zahlreichen Brücken über die Ljubljanica im Zentrum von Ljubljana (Laibach) in Slowenien, wo sie auf dem Weg vom Bahnhof zum Schlossberg die Straßen Resljeva cesta und Kopitarjeva ulica verbindet.
Ihr Name leitet sich von den vier geflügelten Drachen an den Enden der Brücke ab, die wiederum den Drachen im Wappen von Ljubljana verkörpern.
Die 1901 eröffnete Brücke gilt als Meisterwerk der Jugendstil-Architektur. Sie war eine der ersten in Melan-Bauweise errichteten Betonbrücken, die erste Brücke mit einer asphaltierten Fahrbahn in Slowenien und die erste Stahlbetonbrücke in Ljubljana.

## Geschichte
Der Vorläufer der Drachenbrücke in dem damals zu Österreich-Ungarn gehörenden Laibach war die hölzerne Schlachthausbrücke aus dem Jahr 1819. Anlässlich der Feier des vierzigjährigen Regierungsjubiläums von Kaiser Franz Joseph I. im Jahr 1888 beschloss der Stadtrat, die schadhaft gewordene und dem gestiegenen Verkehr nicht mehr gewachsene Brücke durch einen Neubau zu ersetzen und sie Franz Josef I. Jubiläumsbrücke zu benennen. Es dauerte dann allerdings noch bis 1900, bis die Brücke ausgeschrieben wurde und die Bauunternehmung Pittel & Brausewetter den Zuschlag für eine Beton-Bogenbrücke erhielt, die von dem Ingenieur Joseph Melan konstruiert und von dem dalmatinischen Architekten Jurij Zaninović, einem Schüler von Otto Wagner, gestaltet wurde.
Der erste Spatenstich wurde am 5. August 1900 vollzogen. Die Arbeiten gestalteten sich schwieriger als angenommen, da der bekannte Felsrücken im Untergrund von Laibach einen vorher nicht erkannten Bruch enthielt und bei den Baugrunduntersuchungen unter der Brücke bis in größerer Tiefe kein tragfähiger Boden angetroffen wurde. Die geplanten Widerlager mussten deshalb auf 22,2 m verbreitert und beidseits auf je 150 eingerammte Holzpfähle gegründet werden. Anschließend verliefen die Bauarbeiten wie geplant. Nur das Entfernen der das Lehrgerüst stützenden Träger war schwierig, da die 56 Sandtöpfe bei einem Hochwasser mit Schlamm überflutet worden waren und sich deshalb später nicht mehr problemlos leeren ließen. Nach erfolgreichen Belastungsproben wurde die Brücke am 4. Oktober 1901 feierlich eröffnet.
Wie viele Straßen und Bauwerke, deren Benennungen an Angehörige des Kaiserhauses und andere Repräsentanten der alten Ordnung erinnerten, wurde die Brücke nach dem Ende der Monarchie 1919 umbenannt – in ihrem Fall nach den Drachen-Figuren an den Enden der Brücke.

## Beschreibung

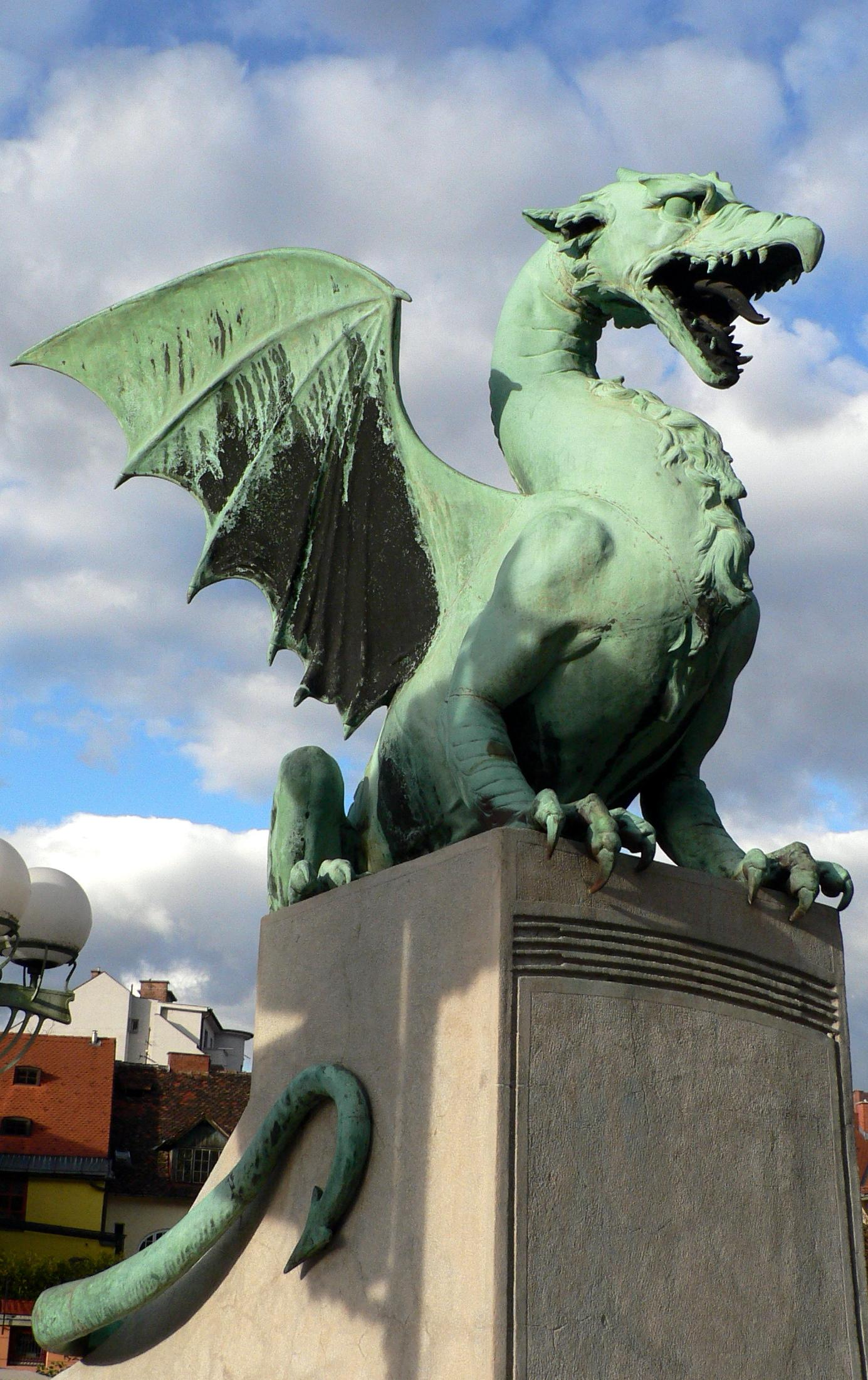
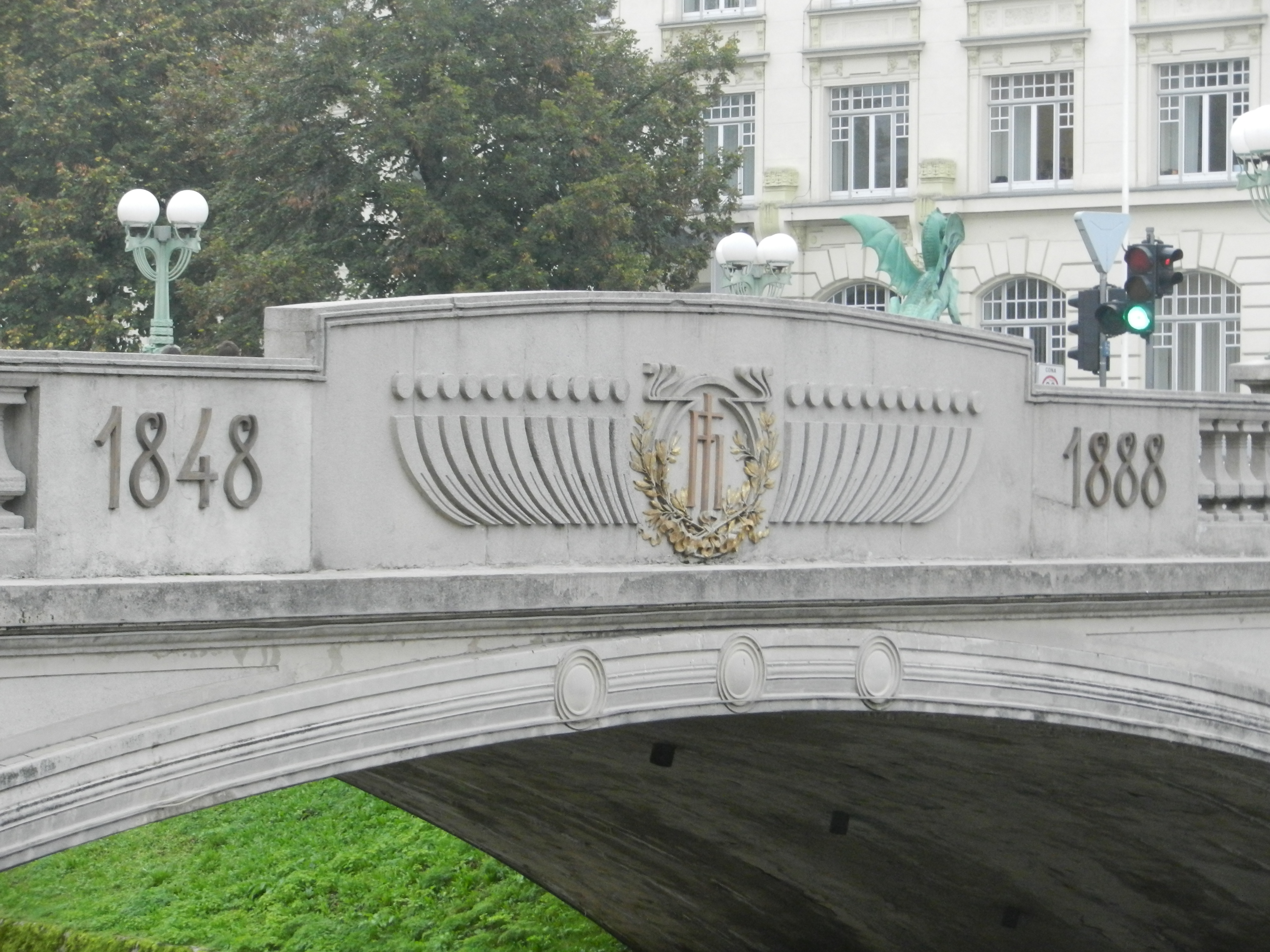
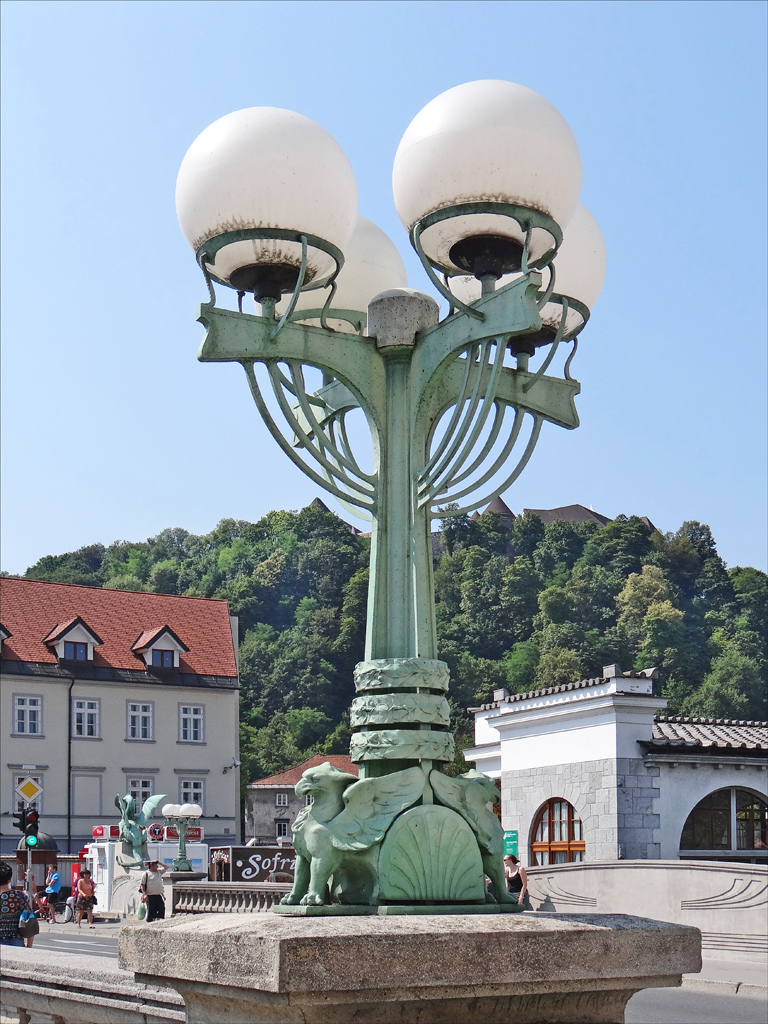
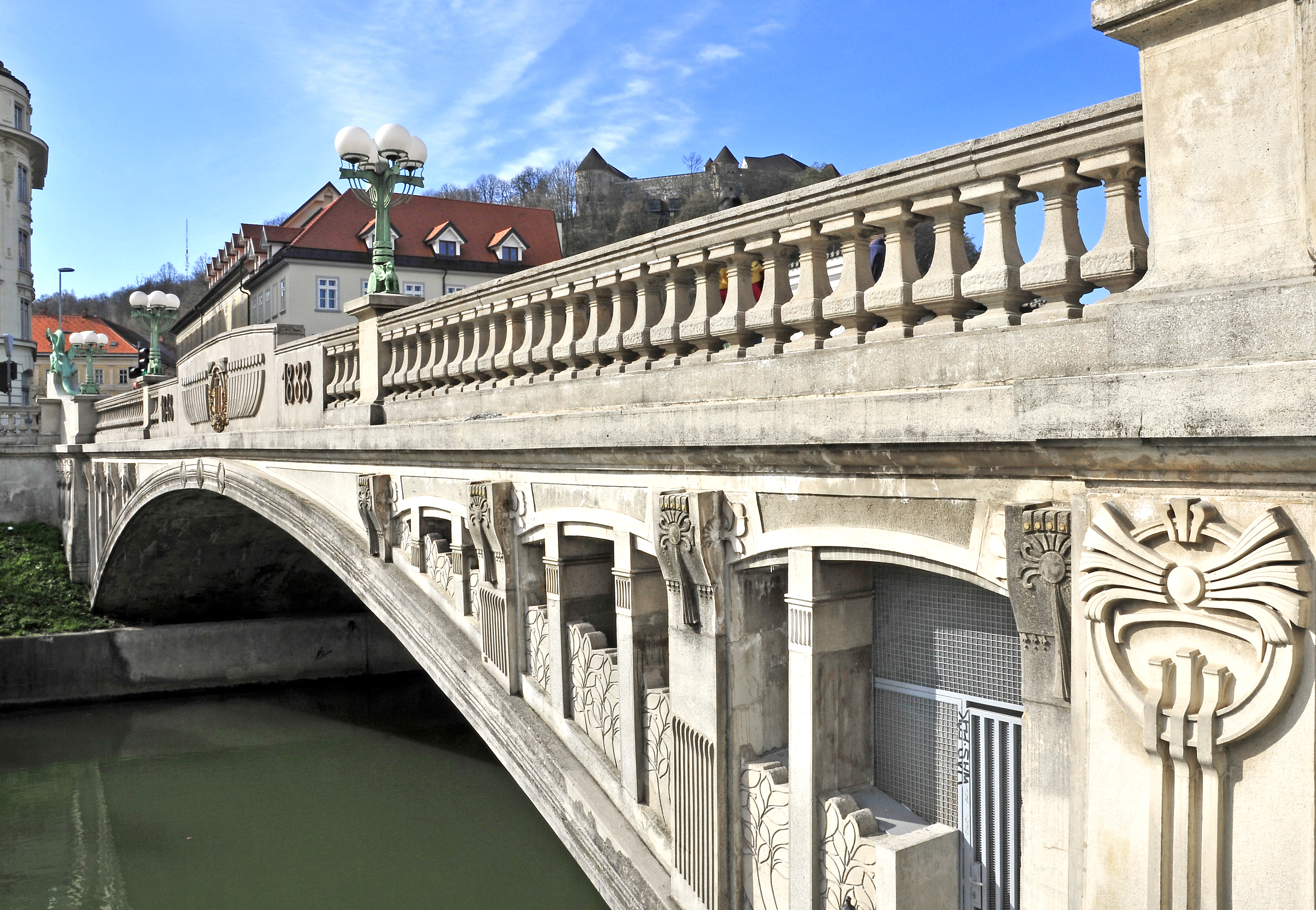

Die den Fluss leicht schräg überquerende Brücke ist 45 m lang und 15,2 m breit. Sie hat eine 10 m breite Fahrbahn und beidseits 2,00 m breite Gehwege, die durch Balustraden begrenzt werden. An ihren Enden sitzen vier geflügelte Drachen aus Kupferblech auf Postamenten mit Jugendstilornamenten. Einschließlich Postament sind die Drachen jeweils knapp 4,5 m hoch. Auf den Balustraden stehen jeweils vier reich verzierte Kandelaber mit jeweils vier Milchglaskugeln, die ursprünglich Gaslampen, heute elektrische Lampen enthalten. In der Mitte der Brücke werden die Balustraden durch Brüstungen unterbrochen, an deren Außenseiten sich ein stark stilisiertes Wappen des Kaisers Franz Joseph I. befindet, das von den Jahreszahlen 1848 und 1888 flankiert wird. Die Jahreszahlen beziehen sich auf das 40-jährige Thronjubiläum des Kaisers.
Die Brücke hat einen 33,34 m weiten Korbbogen mit einer Pfeilhöhe von 4,37 m. Er ist als Dreigelenkbogen konstruiert. Die Gewölbestärke beträgt im Bogenscheitel 0,50 m, in der Mitte der Schenkel 0,70 m und an den Kämpfern 0,65 m. Die Bogenzwickel enthalten je drei Sparbögen von 2,25 m Weite mit 0,50 m starken Zwischenpfeilern. Entsprechend der Melan-Bauweise wurde zunächst ein Tragwerk aus 14 Gitterbogenträgern im seitlichen Abstand von 1,0 m unter der Fahrbahn und 1,15 m unter den Gehwegen errichtet, das mit 4 leichten Querrahmenverbindungen versteift ist. Die Träger bestehen aus Siemens-Martin-Stahl der Fa. Waagner. An die Stahlbögen wurde dann das Lehrgerüst mit der Schalung für den Beton angehängt, der die Träger vollständig umhüllt. Auch die Sparbögen sind durch gebogene I-Träger verstärkt.
Der Fahrbahnträger besteht aus einer 18 cm starken Stampfbetonplatte mit 4 cm Gussasphalt-Auflage; bei den Gehwegen sind es 15 cm Beton und 2 cm Gussasphalt.